# East Chinnock
East Chinnock – wieś i civil parish w Anglii, w Somerset, w dystrykcie (unitary authority) Somerset. W 2011 civil parish liczyła 479 mieszkańców.